# Kenny Davis
Kenneth Bryan "Kenny" Davis (Slat (Kentucky), 12 de setembro de 1948) é um ex-basquetebolista estadunidense que integrou a Seleção Estadunidense que conquistou a Medalha de Prata nos XX Jogos Olímpicos de Verão realizados em 1972 na cidade de Munique, Alemanha Ocidental.

## Biografia
Kenny Davis jogou em sua juventude no Georgetown College no Kentucky onde é considerado um recordista de pontos com 3.003 pontos sendo eleito para a seleção da liga em três temporadas consecutivas. Após se formar passou a jogar na Liga AAU pelo Marathon Oil.
Participou da controversa decisão do torneio olímpico em 1972, onde foram derrotados pelos arqui-rivais soviéticos e se negaram a receber a medalha de prata. Mesmo havendo pressão durante os anos 90, Kenny Davis deixou claro em seu testamento que não receberá a medalha e nenhum outro familiar o faria no futuro.